# Gatineau Loppet
Gatineau Loppet (tidigare namn Rivière Rouge, Gatineau 55 och Keskinada Loppet) är ett långlopp inom längdskidåkningen, som körs i Kanada. Loppet körs årligen i februari utanför Gatineau i Québecprovinsen. Tävlingar körs i klassisk stil, över 55  och 38 kilometer långa, samt fristilslopp, som är över 51  och 27 kilometer långa.
Loppet kördes första gången 1979, under namnet Rivière Rouge i Lachute i Québecprovinsen. 1983 flyttades utgångsplatsen till Parc de la Gatineau, och loppet bytte namn till Gatineau 55. 1996 ändrades namnet till Keskinada Loppet, och till 30-årsjubileet antogs namnet Gatineau Loppet. Loppet har varit del av Worldloppet sedan 1979.

## Vinnare
| År   | Herrar                                                     | Damer                                                          |
| ---- | ---------------------------------------------------------- | -------------------------------------------------------------- |
| 1997 | Mark Rab (klassisk stil) Manfred Nagl (fristil)            | Claudia Van Wijk (klassisk stil) Nancy Dassie (fristil)        |
| 1998 | Richard Weber (klassisk stil) Jean Paquet (fristil)        | Natalya Kuziak (klassisk stil) Nadieżda Sliesariewa (fristil)  |
| 1999 | Aleksandr Klinow (klassisk stil) Marc Gilbertson (fristil) | Claudia van Wijk (klassisk stil) Marie-Odile Raymond (fristil) |
| 2000 | Richard Weber (klassisk stil) Robin Mckeever (fristil)     | Deena Shankman (klassisk stil) Nancy Dassie (fristil)          |
| 2001 | Patrick Fine (klassisk stil) Marc Gilbertson (fristil)     | Deena Shankman (klassisk stil) Tasha Betcherman (fristil)      |
| 2002 | John Bennett (klassisk stil) Karl Saidla (fristil)         | Tatjana Utrobina (klassisk stil) Sarah Peters (fristil)        |
| 2003 | Guido Visser (klassisk stil) Gianantonio Zanatel (fristil) | Pippa Lawson (klassisk stil) Lara Peyrot (fristil)             |
| 2004 | Stanislav Řezáč (klassisk stil) Stanislav Řezáč (fristil)  | Pippa Lawson (klassisk stil) Tara Whitten (fristil)            |
| 2005 | Stanislav Řezáč (klassisk stil) Stanislav Řezáč (fristil)  | Kathy Davies (klassisk stil) Muriel Marin (fristil)            |
| 2006 | Phil Shaw (klassisk stil) David Zylberberg (fristil)       | Marcia Birkigt (klassisk stil) Daria Gaiazova (fristil)        |
| 2007 | Phil Shaw (klassisk stil) Stephen Hart (fristil)           | Marg Fedyna (klassisk stil) Brooke Gosling (fristil)           |
| 2008 | Jurij Kozłow (klassisk stil) Ivan Babikov (fristil)        | Louise Martineau (klassisk stil) Milaine Theriault (fristil)   |
| 2009 | Geir Strandbakke (klassisk stil) Thomas Freimuth (fristil) | Taylor Leach (klassisk stil) Sheila Kealey (fristil)           |
| 2010 | Phil Shaw (klassisk stil) Robin McKeever (fristil)         | Sheila Kealey (klassisk stil) Megan McTavish (fristil)         |
| 2011 | Jürgen Uhl (klassisk stil) Aidan Lennie (fristil)          | Stephanie Howe (klassisk stil) Kamila Bořutová (fristil)       |
| 2012 | Jon Arne Enevoldson (klassisk stil) Adam Swank (fristil)   | Tatjana Larionova (klassisk stil) Amanda Ammar (fristil)       |
| 2013 | Benoît Chauvet (klassisk stil) Ian Murray (fristil)        | Megan McTavish (klassisk stil) Robyn Anderson (fristil)        |

### Fotnoter
1. ↑  ”Gatineau Loppet” (på engelska). Worldloppet. http://www.worldloppet.com/gatineau_loppet.php. Läst 4 mars 2015.